# جو کرداک (بازیکن فوتبال)
جو کرداک (انگلیسی: Joe Craddock؛ ۳ اوت ۱۹۰۲ – october 1976 (aged 74)) بازیکن فوتبال اهل بریتانیا بود.
از باشگاه‌هایی که در آن بازی کرده‌است می‌توان به باشگاه فوتبال دارلینگتون، باشگاه فوتبال گیلینگام، باشگاه فوتبال تانبریج ولز، باشگاه فوتبال سیتینگبورو، باشگاه فوتبال روچدیل، باشگاه فوتبال برنتفورد، باشگاه فوتبال داندی، و باشگاه فوتبال گرایس اتلتیک اشاره کرد.